# España otra vez
España otra vez è un film del 1969 diretto da Jaime Camino.